# Jul i Valhal
Jul i Valhal er en julekalender, der oprindeligt blev vist på TV 2 i december 2005. Serien er instrueret af Martin Schmidt og bygger på den nordiske mytologi.
Julekalenderen blev vist på TV 2 Norge i december 2006 og er også udkommet på dvd.
Jul i Valhal var den mest sete familiejulekalender i 2000'erne, med 1.232.000 seere i gennemsnit.
Den blev genudsendt på TV 2 i 2012.

## Handling
Pigen Sofie skal flytte til Singapore sammen med sin mor, Tove, i slutningen af december. De, der skal overtage deres hus, vil flytte ind allerede den 1. december. Derfor flytter Sofie og Tove ud til Sofies mormor, Ragnhild, som bor i et skovløberhus. De bliver overraskede over at opdage, at Ragnhild har lejet loftet ud til Asbjørn og hans to børn Emma og Jonas. Jonas og Sofie, der er jævnaldrende, bliver hurtigt gode venner. Modsat går det med Asbjørn og Tove, der begge er enlige og ikke kan fordrage hinanden. Tove er en travl karrierekvinde, der arbejder som rationaliseringsekspert, og Asbjørn er mere afslappet og kan lide at være på landet.
Et internet nedbrud og senere en strømafbrydelse tvinger Tove væk fra sit arbejde og sine mange samtaler med sin chef, Mr. Tong, og der begynder at opstå sympati mellem Asbjørn og Tove. 
Nedbruddet og strømafbrydelsen skyldes sandsynligvis den massive sne, der er faldet de sidste dage. Sneen er angiveligt starten på Fimbulvinteren, det er den vinter der kommer forud for Ragnarok. Ragnarok kommer den dag hvor Loke slipper fri, men da han er lænket fast i en hule i Midgård, skulle det ikke kunne ske. Sofie og Jonas slipper uheldigvis Loke fri af hans magiske lænker mod at få nogle ønsker opfyldt af Lokes runestave. For at forhindre Ragnarok, rejser Sofie og Jonas hver dag til Asgård for at lede efter Loke. 
På denne jagt møder de blandt andet krigsguden Thor, som har fået stjålet sin hammer øjensynligt af Loke. Jonas finder hammeren og tager den tilbage til Midgård, hvor den ødelægger Ragnhilds spisebord. Dagen efter bringer de derfor hammeren tilbage til Thor. De spørger til Loke, men aserne vil ikke tale om ham. Gudernes leder Odin bliver mistænksom og spørger om deres interesse for Loke. I løbet af serien finder de ud af, at der sandsynligvis kun er én as, der vil huse Loke; nemlig Hel. Hos Hel møder Sofie og Jonas guden Balder, som Sofie straks forelsker sig i. Hel forbyder Balder at tale med dem, men Balder får alligevel smuglet en besked til dem. Beskeden fortæller, at Loke gemmer sig i Hel (Hel er både navnet på dødsgudinden og dødsriget). 
Loke når imidlertid at flygte til Udgård. Sofie og Jonas vil følge efter, men kender ikke vejen. Aserne nægter at vise vej til Udgård, da det ikke er et sted for menneskebørn. De lokker imidlertid vejen ud af Heimdal og tager af sted til Udgård, hvor de på en kro finder ud af, at jætten Thrym skal holde et møde for en masse jætter. Sofie og Jonas forklæder sig som jætter og opdager, at Loke er æresgæst. Loke holder en tale for jætterne, der skal gøre dem klar til den endelige kamp mod aserne.
Forklædt som køkkenassistenter snuser Sofie og Jonas rundt i Thryms bolig. Sofie overhører en samtale mellem Loke og Thrym, hvor Loke nævner at han mangler én ting før han kan starte Ragnarok. Sofie og Jonas spørger aserne til råds om, hvad den manglende ting kan være. Aserne forklarer (uvidende om at Sofie og Jonas har startet Ragnarok) at det drejer sig om Fenrisulven. Denne leder Sofie og Jonas efter og ved et tilfælde opdager de, at Ragnhilds hund, Snifer, er Fenrisulven. Snifer er i øvrigt et anagram af Fenris. Uheldigvis får Loke fat i Snifer inden Sofie og Jonas.
Thrym indser hurtigt, at han ikke har brug for Loke til at kæmpe mod aserne, efter at denne har skaffet alle de ting Thrym ifølge spådommen om Ragnarok har brug for. Aftalen var oprindelig at Thrym skulle herske i Udgård, mens Loke skulle herske i Asgård. Loke undslipper Thrym og fortryder at han startede Ragnarok. Imens fortæller Sofie og Jonas guderne i Asgård sandheden om, at de har sluppet Loke løs, og guderne bliver rasende.
Da Sofie og Jonas senere møder Loke, fortæller han, hvad der er sket mellem ham og Thrym. Sofie og Jonas finder ud af, at hvis blot en del af spådommen bliver brudt, falder hele spådommen til jorden. Således vil de have aserne til at tilgive Loke, og på denne måde vil verden blive reddet fra Ragnarok. Forklædt som Ragnhild tager Loke sammen med Sofie og Jonas til Asgård for at bede om tilgivelse for Loke. Uheldigvis vil ingen tilgive Loke. Lokes forklædning bliver gennemskuet af Odin, og Loke bliver fanget; Sofie og Jonas når at flygte. Pludselig kommer Sofie i tanker om, at de har glemt at spørge Balder om han vil tilgive Loke.
På vej mod Hel, hvor Balder er, opdager Sofie og Jonas, at Emma har fulgt efter dem. Da Ragnarok ligger lige om hjørnet, har de ikke tid til at gå tilbage med hende, og derfor tager de hende med ned til Hel. Hel kræver at få Emma midlertidigt i bytte for Balder, hvilket Sofie og Jonas modvilligt accepterer. Balder, Sofie og Jonas skynder sig til Asgård, hvor slaget om Ragnarok er begyndt. Loke beder om tilgivelse og får det af Balder, og dermed har de stoppet Ragnarok, før aserne kom til skade. Efter slaget tilgiver Odin ligeledes Loke. Den følgende dag, juleaften, er Sofie ked af det fordi de alligevel skal rejse til Singapore. Men Loke skylder hende en tjeneste og får Tove og Sofie til at blive i skovløberhuset sammen med Asbjørn, Jonas og Emma.
Den traditionelle solhvervsfest blev pga. Ragnarok, udsat til den 24. december, men den bliver forberedt med vemod. Odin så den foregående dag sin søn Balder for første gang i årtusinder. Således fyldtes han med afsavn, da Balder blev tvunget tilbage til Hel efter tilgivelsen af Loke. Men ved at invitere Hel til solhvervsfesten får Odin atter Balder at se.
Det ender med at Balder får lov til at blive.
Da Tove og Sofie tager taxaen til lufthavnen, er det Loke der kører den. Da Loke siger til Tove, at man skal bestemme hvad man vil selv, og at der ikke er nogen der skal overtage styrningen. Tove og Sofie ender med at blive, og Tove siger op hos Mr. Tong. Tove og Asbjørn bliver kærester til sidst.

## Personerne
- Sofie er julekalenderens kvindelige hovedperson. Hun er 12 år gammel og bor alene sammen med sin mor, Tove. Hendes far bor i Bruxelle i Belgien. Sofie og hendes mor har aldrig boet sammen med ham. Det fremgår af julekalenderen, at hun er meget selvstændig og ikke har så tæt et forhold til sin mor.

- Jonas er den mandlige hovedperson. Han er 13 år gammel og bor i skovløberhuset med sin far, Asbjørn, sin lillesøster, Emma, hunden Snifer og husets ejer Ragnhild. Jonas er en mere stille type, han har ikke så mange venner, men er alligevel tilfreds med sig selv.

- Tove er Sofies mor og en karrierekvinde. Hun arbejder som rationaliseringsekspert og det smitter tydeligt af på hendes væremåde. I skovløberhuset tager hun hurtigt kontrollen og rationaliserer f.eks. brændekurven. Hun ses ofte arbejdende på computeren eller talende i telefon med sin chef mr. Tong. Hun anslås til at være i starten af fyrrerne.

- Asbjørn er Jonas' far og Toves diametrale modsætning; Hvor hun agiterer for effektivitet, taler han for afslappethed. Han er en tilbagelænet fyr, der er nede på jorden. Hvor Tove er københavnsk i sin udstråling er han jysk. Han er skovløber ved Lokeshøj. Asbjørn er omkring 40 år.

- Emma er Jonas' lillesøster. Hendes rolle er i løbet af det meste af julekalenderen som pyntefigur med den karakteristiske sætning "Skal vi spille pebernød?". Hun er primært sammen med Snifer og Ragnhild. Sidstnævnte og Emma synger i øvrigt en duet sammen. Emma får en betydning i slutningen af julekalenderen, da hun må bytte plads med Balder i Hel for at redde verden fra Ragnarok.

- Ragnhild er Sofies og hele seriens bedstemor. Hun er mor til Tove, men af væremåde er hun mere beslægtiget med Asbjørn. Hendes rolle er forholdsvis diminutiv. Hun elsker at bage og jule. Ragnhild ved meget om de nordiske guder, og hun hjælper Sofie og Jonas med sin viden.

- Snifer er Ragnhilds hund, af ubestemmelig race. Grunden til den mærkelige stavemåde med kun ét "F", er at Snifer til sidst viser sig at være Fenris-Ulven. Hvis man bytter lidt om på bogstaverne, bliver navnet til Fenris.

- "Guden" Loke er til at starte med gode venner med Jonas og Sofie, da han med runestave hjælper dem ved at opfylde ønsker mod at løsne hans tre magiske kæder. Men da han en dag er forsvundet, uden at opfylde et ønske, har han smidt masken; Han har i sinde at starte Ragnarok. Han er en typiske drillepind, og endvidere snyder han folk. Da han selv bliver snydt af Thrym, fortryder Loke sine planer om Ragnarok, og han viser et mere menneskeligt ansigt, han angrer sine gerninger. Han forsøger herefter at blive tilgivet og mod slutningen af historien, viser han sig direkte sympatisk, da han hjælper Sofie (og Tove) til at blive i skovløberhuset.

- Guden Odin er den kloge as. Han er vis, men dog alligevel ikke så vis, at han gennemskuer, at Sofie og Jonas har sluppet Loke løs. Dog afslører han straks Loke, da denne forklæder sig som Ragnhild. Odin viser dog en menneskelig side, da han til sidst tilgiver Loke.

- Guden Heimdal er den fimsede, lidt dumme figur, som Sofie og Jonas nemt narrer. Desuden er han lidt af en bangebuks; Under kampen om Ragnarok flygter han i skjul. Efter kampen siger han: "Så I mig!?".

- Guden Thor virker aggressiv under hele kalenderen. Han skal have sin vilje, og får han ikke den, svinger han med hammeren, Mjølner.

- Guden Balder er nede i Hel, da Sofie og Jonas møder ham første gang. Fra allerførste blik viser Sofie en interesse for Balder, og den ser ud til at blive gengældt. Balder er under hele serien den uskyldige, smukke gud, der er elsket af alle. Balder blev skudt af en pil af mistelten af Loke.

- Gudinden Ydun vil gerne være den smukkeste af alle aser i Valhal. Hun er meget jaloux på Freja, fordi hun er så smuk. Ydun skaffer livsæblerne, der gør aserne unge igen. Hun værner om dem med sit liv, og bliver meget bange da Loke stjæler dem. Ydun er ikke specielt klog.

- Gudinden Hel er ikke afholdt af sine med-aser. Thor og Tyr mener at hun lugter og generelt er ulækker. Under overfladen er hun dog ensom og savner nogen at være sammen med. Hun er dronning af dødsriget, der har samme navn som hende selv. Hun vil ikke lade Balder gå. Hun siger at det er af ondskab, men i virkeligheden er det af ensomhed.

- Gudinden Freja er kærlighedsguden. Hun forelsker sig i Jonas og han er også interesseret i hende. Hun er datter af Njord, gud for havet og vindene.

- Jættekongen Thrym er den onde skabning i julekalenderen. Han vil være hersker over verden. Og da han har fået Fenris fra Loke bryder han sine aftaler og smider Loke ud. Så vil han starte Ragnarok.

## Soundtrack
Musikken fra Jul i Valhal er skrevet af Martin Brygmann, og blev udgivet  den 14. november 2005 på EMI. Sangene bliver bl.a. fremført af Kaya Brüel, Ann Eleonora Jørgensen, Troels Lyby, Peter Frödin, Stig Kreutzfeldt, Vigga Bro, Liv Lykke og Martin Brygmann selv.

### Spor
1. "Jul i Valhal"
2. "Fuld af jul"
3. "I morgen og i dag"
4. "Aldrig uden dig"
5. "Gudesang"
6. "Den jeg ikke vil ha'
7. "Lokes rapsody"
8. "Lysets vej"
9. "Hjælp mig"
10. "En anden jul"

## Musikvideoer
- Den jeg ikke vil ha' ("Tove & Asbjørn" = Ann Eleonora Jørgensen og Troels Lyby.)
- Fuld af jul, også kaldet Jul på alle hylderne ("Emma & Ragnhild" = Clara Bahamondes og Vigga Bro)
- Gudesang,  også kaldet I må tro på hvad I vil ("guderne" = Lotte Andersen, Peter Frödin, Henrik Noél Olesen, Bjørn Fjæstad, Søren Spanning, Helle Fagralid, Lene Maria Christensen, Bodil Jørgensen og Morten Eisner)
- I morgen og i dag ("Sofie & Jonas" = William Rørdam og Frida Hilarius Brygmann)
- Lokes rapsody ("Loke" = Martin Brygmann)
- Lysets vej ("Balder" = Mark Linn)

Musikvideoerne blev lagt ind som indslag i serien, men kan ligeledes ses i bonusmaterialet (dog uden 16:9-kodning).

## Baggrund
Hverken Ældre Edda eller nogen af de andre kilder, der ligger til grund for størstedelen af seriens personer og fortællinger, er nævnt på seriens for- og sluttekster.
Selvom serien bygger på en idé af Lene Kaaberbøl, Merlin P. Mann og Mette Finderup, synes grundideen og en del af detaljerne (børn der kravler til Asgaard via en tunnel, tabet af Iduns æbler som optakt til jætternes angreb på Valhal, fortællestrukturen med historier-i-historien, etc.) at være lånt fra Lars-Henrik Olsens roman Erik Menneskesøn (1986) og dens fortsættelser. Dette blev bl.a. påpeget af Lars-Henrik Olsen selv (Politiken, 24.12.2005).
Lokes udseende (med kappen og det sorte hår) samt brugen af Heimdal som komisk figur er dog hentet fra Peter Madsens tegneserie Valhalla, mens ideen med at vise flashbacks som montager af tegninger stammer fra filmatiseringen af denne.

## Modtagelse
Med Lars-Henrik Olsen i spidsen har der været en del kritik af den manglende korrekthed i julekalenderens gengivelse af den nordiske mytologi. Julekalenderen giver udtryk for, at Thrym er Udgårds hersker, men i den nordiske mytologi er det Udgårdsloke. Odin er blevet gjort meget blødere end i den nordiske mytologi, Heimdal fremstilles som en parodi a la Arthur Jensen, og Fenrisulven er en sød vovhund.
Et andet kritikpunkt går på musikvideoerne. De samme seks videoer gentages igen og igen. De vokser ikke naturligt ud af handlingen i de afsnit, hvori de er klippet ind, men udtrykker eksempelvis kærlighedsforhold, der endnu ikke er opstået, og indeholder klip fra fremtidige afsnit, så man ved, at Loke vil blive ung, længe inden det sker, etc.

## Spin-offs
I sommeren 2005 blev der skrevet en prequel i bogform kaldet Lokes Høj, skrevet af Andrea Fisker.
I efterårsferien 2007 kom en fortsættelse, biograffilmen Guldhornene.

## Medvirkende
- Sofie – Laura Buhl
- Jonas – Lukas Thorsteinsson
- Tove – Ann Eleonora Jørgensen
- Asbjørn – Troels Lyby
- Emma – Clara Bahamondes
- Ragnhild – Vigga Bro
- Snifer (hund) – Louis
- Loke – Martin Brygmann
- Odin – Søren Spanning
- Heimdal – Peter Frödin
- Thor – Henrik Noél Olesen
- Balder – Cyron Melville
- Hel – Lotte Andersen
- Ydun – Lene Maria Christensen
- Freja – Helle Fagralid
- Tyr – Bjørn Fjæstad
- Njord – Morten Eisner
- Sif – Bodil Jørgensen
- Thrym – Morten Suurballe